# SN 2001jf
SN 2001jf – supernowa odkryta 9 grudnia 2001 roku w galaktyce A022807+0026. W momencie odkrycia miała maksymalną jasność 23,80m.